# Chjortoli
Chjortli (en georgiano: ჩხორთოლი; en abjasio: Чхәарҭал, romanizado: Chwartal) es un pueblo que pertenece a la parcialmente reconocida República de Abjasia, dentro del distrito de Tkvarcheli, aunque de iure es parte del municipio de Gali de la República Autónoma de Abjasia de Georgia.

## Toponimia
El nombre del pueblo, Chjortoli, es de origen mingreliano y significa "Nueve ojos" (ცხრა-chjra, nueve; თვალი-tvali, ojo). Otra hipótesis dice que el nombre evolucionó, pero que originalmente significaba "Nueve granjas".

## Geografía
Chjortli está a 12 km al sureste de Tkvarcheli, y limita con Agubedia y Pirveli Bedia en el norte; y los pueblos de Okumi y Tsarche en el sur. Al este del pueblo hay terrenos montañosos y boscosos de difícil acceso donde está la montaña de Lashkendar (1.373 m), uno de los siete santuarios del pueblo abjasio. El río Chjortoli nace en el pueblo en las laderas de la montaña Lashkendar.

## Historia
En la Edad Media, Chjortoli era probablemente un pueblo importante en la Edad Media ya que por él pasaba la ruta principal desde el sureste de Abjasia hacia el norte, de gran importancia económica y estratégica. El pueblo tenía una fortificación cuyos restos conservados aún se pueden ver en el pueblo, de importancia estratégica en el sur de Abjasia.
Chjortoli fue en el pasado parte de la región histórica georgiana de Mingrelia y desde el siglo XVII de Samurzakán. A fines del siglo XIX, Samurzakán se dividió en dos zonas lingüísticas: el abjasio permaneció en las zonas montañosas mientras y el mingreliano permaneció en las tierras bajas. Chjortoli pertenecía a una zona estrecha donde se mezclaban las dos lenguas. Después del establecimiento de la Unión Soviética, los bolcheviques abjasios comenzaron a exigir que, como parte de la reforma administrativa de la ASSR abjasia de la década de 1930, que reemplazó a los antiguos distritos rusos, los límites entre los distritos de Ochamchire y Gali se establecieran sobre una base etnolingüística. Como la gran parte de la población era de habla georgiana, se integró en el distrito de Gali como parte de la RASS de Abjasia (a diferencia de Reka y Agubedia). Sin embargo, en la parte alta del pueblo la población es mayoritariamente abjasia y de habla abjasia.
Durante la guerra de Abjasia en 1992-1993, la aldea estuvo controlada por las tropas del gobierno georgiano y, después de los combates, la población quedó bajo el dominio separatista de Abjasia. En comparación con otras poblaciones de Tkvarcheli, es uno de los municipios con menor descenso demográfico de la posguerra. Chjortoli fue transferido del distrito de Gali a distrito de Tkvarcheli en 1994. Antes de la reforma administrativa de 1994, Chjortoli era el único pueblo de la región de Gali donde los abjasios estaban densamente asentados y el idioma abjasio estaba muy difundido. En la actualidad es el único pueblo mixto abjasio-georgiano en la región de Tkvarcheli.

## Demografía
La evolución demográfica de Chjortoli entre 1886 y 2011 fue la siguiente:
| 1042                                                | 1359 | 1415 | 1447 | 877 |
| (Fuente: Population of Abkhazia since Soviet times) |      |      |      |     |

La población ha disminuido tras la guerra de Abjasia pero su composición no ha variado, siendo inmensamente mayoritarios los georgianos étnicos.
|              | 2011      | 2011       |
| Grupo étnico | Población | Porcentaje |
| ------------ | --------- | ---------- |
| Georgianos   | 715       | 81,5%      |
| Abjasios     | 158       | 18%        |
| Rusos        | 1         | 0,1%       |
| Total        | 877       | 100%       |